# Theridion onticolum
Theridion onticolum är en spindelart som beskrevs av Claude Lévi 1963. Theridion onticolum ingår i släktet Theridion och familjen klotspindlar.
Artens utbredningsområde är Peru. Inga underarter finns listade i Catalogue of Life.